# Вацлав Мігас
Вацлав Мігас (чеськ. Václav Migas, 16 вересня 1944 — 23 вересня 2000) — чехословацький футболіст, що грав на позиції захисника. Практично всю свою кар'єру гравця провів у клубі «Спарта» з Праги, у складі якої ставав чемпіоном Чехословаччини та володарем Кубка Чехословаччини. У 1969—1970 грав також у складі збірної Чехословаччини.

## Клубна кар'єра
Вацлав Мігас розпочав виступи на футбольних полях у 1962 році в команді «Спартак-Соколово» з Праги, проте в першому сезоні зіграв у її складі лише 3 матчі. Наступні два роки Мігас провів у армійській команді «Дукла» (Слани). У 1965 році повернувся до складу празької команди, яка змінила назву на ближчу до історичної «Спарта ЧКД», а пізніше повернула собі історичну назву «Спарта». За рік Мігас став футболістом основного складу, й у сезоні 1966—1967 років став у складі празької команди чемпіон Чехословаччини. У сезоні 1971—1972 у складі команди став володарем Кубка Чехословаччини. За час кар'єри неодноразово отримував важкі травми, проте кожного разу зумів повернутися на футбольне поле. Особливо важку травму він отримав у 1971 році в зіткненні з гравцем братиславського «Інтера» Ладиславом Петрашем, який пізніше сказав, що він не мав наміру травмувати Мігаса, і що футбол це не гольф.
У 1974 році завершив виступи у «Спарті», та перейшов до нижчолігового клубу «Вікторія» (Жижков), у складі якого завершив виступи на футбольних полях у 1976 році.

## Виступи за збірну
1969 року дебютував в офіційних матчах у складі національної збірної Чехословаччини. У складі збірної був учасником чемпіонату світу 1970 року у Мексиці, на якому зіграв усі 3 матчі групового турніру. У 1970 році завершив виступи у збірній, провів у її формі 8 матчів, забивши 1 гол.
Помер 23 вересня 2000 року на 57-му році життя.

## Титули і досягнення
- Володар Кубка Чехословаччини (1):

«Спарта» (Прага): 1971—1972
- Чемпіон Чехословаччини (1):

«Спарта» (Прага): 1966–1967